# Tautropfengras
Sporobolus heterolepis, gemeinhin als Tautropfengras oder Fallsamengras bekannt, ist eine Präriegrasart, die in den Hochgras- und Mischgras-Prärieflächen des zentralen Nordamerika von Texas bis Südkanada heimisch ist. Es kommt auch weiter östlich, an der Atlantikküste der Vereinigten Staaten und Kanadas vor, ist aber außerhalb der Great Plains („Große Ebenen“) weit weniger verbreitet und auf spezielle Lebensräume beschränkt. Die Art kommt in 27 Bundesstaaten und vier kanadischen Provinzen vor.

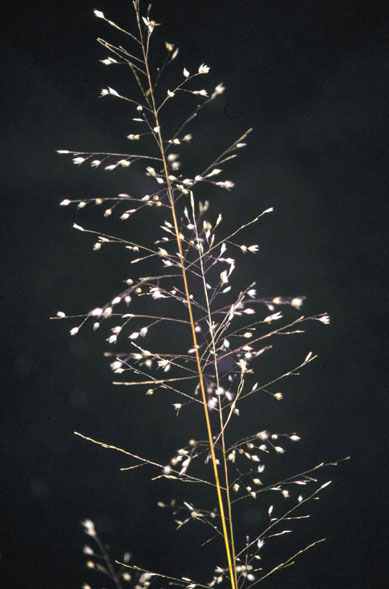
Blütenstand

## Beschreibung
Das Tautropfengras ist ein mehrjähriges Horstgras, dessen Bulte typischerweise 30 bis 60 cm hoch und 60 bis 90 cm breit ist. Die blühenden Stängel (Halme) wachsen darüber hinaus.
Der Blütenstand ist eine lockere Rispe von 8 bis 20 cm Länge mit vielen Ästen. Diese enden in kleinen Ährchen, die jeweils eine einzelne fruchtbare Blüte enthalten. Die Blüte besitzt drei rötliche Staubblätter und eine kurze, fedrige Narbe. Fruchtend bildet sie eine fast runde Frucht (Karyopse) von 1,5 bis 2,0 mm Länge.
An der Basis des Ährchens befinden sich zwei Hüllspelzen (Glumen), von denen eine 4 bis 6 mm lang ist und die andere 2 bis 4 mm lang ist. Die Hüllspelzen sind jeweils lang und konisch mit scharf zugespitzten Enden. Die Blüten wird umhüllt von einer Deckspelze (Lemma) und einer Vorspelze (Palea), die jeweils etwa 3,5 bis 5,5 mm lang sind, wobei die Vorspelze manchmal länger ist als die Deckspelze.
Das Tautropfengras ist ein fein strukturiertes Gras mit langen, schmalen Blättern, die sich nach außen wölben und runde Büschel bilden. Die Blätter variieren in der Farbe von einem satten Grünton im Sommer bis zu einem goldenen Rostton im Herbst. Das Laub ist robust genug, um nicht vom Schnee erdrückt zu werden. Von Ende Juli bis Mitte September blüht das Gras mit rostbraunen Blüten, die Halme erreichen eine Höhe von 760 bis 910 mm.

## Ökologie
Die Raupen des Dickkopffalters Oarisma poweshiek ernähren sich von der Pflanze.

## Vorkommen
Das Tautropfengras kommt in Kanada und in den Vereinigten Staaten vor. Es kommt in 27 Bundesstaaten und vier kanadischen Provinzen vor.
Es kommt in einer großen Vielfalt von Böden vor und gedeiht gut unter feuchten bis trockenen Bedingungen. Es ist wesentlich seltener in Feuchtgebieten anzutreffen.

## Taxonomie
Das Tautropfengras wurde 1835 als Vilfa heterolepis von Asa Gray in Annals of the Lyceum of Natural History of New York Band 3 Seite 233 erstbeschrieben. Die Art wurde 1848 von Gray als Sporobolus heterolepis (A.Gray) A.Gray in die Gattung Sporobolus gestellt. Ein Synonym ist Agrostis heterolepis (A.Gray) Alph.Wood.

## Nutzen
Das Gras wird als Zierpflanze in Gärten kultiviert. Aufgrund seiner Trockenheitstoleranz wird es auch auf begrünten Dächern verwendet. Die Samenähre wird manchmal als mit einem leichten Duft von frischem Popcorn, Koriander oder Sonnenblumenkernen beschrieben.
Das Tautropfengras wird auch für die Begrünung von Straßenrändern und für Präriewiederherstellungsprojekte verwendet. Es ist schwierig, es durch direktes Aussäen zu etablieren. Das Verpflanzen von in Gewächshäusern gezogenen Sämlingen ist eine effektivere Methode, um es zu etablieren.
Die amerikanischen Ureinwohner mahlten die Samen des Grases zu Mehl und viele Vogelarten ernähren sich von den Samen.